# Burdettia
Burdettia là một chi bướm đêm thuộc họ Erebidae.